# غريغ كلارك (لاعب كرة قدم أمريكية أمريكي)
غريغ كلارك (بالإنجليزية: Greg Clark) هو لاعب كرة قدم أمريكية أمريكي، ولد في 5 مارس 1965 في لوس أنجلوس في الولايات المتحدة.

## وصلات خارجية
- غريغ كلارك على موقع مرجع كرة القدم المحترفة.كوم (الإنجليزية)